# Комитет начальников штабов (Великобритания)
Комитет начальников штабов (англ. Chiefs of Staff Committee) состоит из наиболее высокопоставленных лиц вооружённых сил Великобритании.

## История
Первоначально Комитет начальников штабов был организован в 1923 году в качестве подкомитета Комитета обороны Империи, и оставался таковым вплоть до ликвидации Комитета обороны Империи в 1939 году в начале Второй мировой войны. Изначально Комитет состоял из глав трёх родов войск — Первого морского лорда, Начальника Имперского Генерального штаба и Начальника штаба КВВС. Главы родов войск по очереди занимали пост председателя Комитета.
С началом Второй мировой войны Комитет начальников штабов стал подкомитетом Военного кабинета и, вдобавок к главам трёх родов войск, в него был введён ещё один член — генерал сэр Гастингс Исмей, ставший его секретарём. Были созданы подкомитеты Комитета: Объединённый штаб планирования и Объединённый комитет по разведке. Комитет начальников штабов отвечал за общее управление британской составляющей военных усилий в ходе войны. Когда время потребовало принятия совместных англо-американских решений, то из членов Комитета начальников штабов была образована английская часть Объединённого комитета начальников штабов США и Великобритании, которая работала совместно со своими американскими коллегами — Объединённым комитетом начальников штабов вооружённых сил США. Так как Объединённого комитета начальников штабов США и Великобритании базировался в Вашингтоне, то в большинстве случаев на его встречах Комитет начальников штабов был представлен Британской Объединённой штабной миссией.
После Второй мировой войны Комитет начальников штабов стал частью Министерства обороны Великобритании.
В 1955 году правительство Великобритании решило создать пост Председателя Комитета начальников штабов. Он был образован 1 января 1956 года, первым и единственным председателем Комитета начальников штабов стал маршал Королевских ВВС сэр Уильям Диксон. Он оставался в этой должности вплоть до 1 января 1959 года, когда он стал первым начальником Штаба обороны. Начальник Штаба обороны оставался главой Комитета начальников штабов и считался профессиональным главой всех вооружённых сил Великобритании. В 1964 году был ликвидирован Имперский Генеральный штаб, и сухопутные войска с той поры стал представлять начальник Генерального штаба. После этого единственным крупным изменением было введение в члены Комитета заместителя начальника Штаба обороны.

## Состав
Текущий состав Комитета начальников штабов таков:
- Начальник Штаба обороны — главный маршал авиации сэр Джок Стиррап (глава)
- Заместитель начальника Штаба обороны — генерал сэр Николас Хьютон
- Первый морской лорд и Начальник военно-морского штаба — адмирал сэр Марк Стэнхоуп
- Начальник Генерального штаба (армии) — генерал сэр Дэвид Ричардс
- Начальник штаба Королевских ВВС — главный маршал авиации сэр Стефен Далтон